# Jaume Sureda
Jaume Sureda Morey (Son Servera, 25 juli 1996) is een Spaans voormalig wielrenner die begin 2021 zijn carrière afsloot bij Burgos-BH.

## Carrière
Als junior werd Sureda in 2014 onder meer negentiende in Parijs-Roubaix voor junioren.
In 2019 werd Sureda prof bij Burgos-BH. In zijn eerste seizoen werd hij onder meer tweede in het bergklassement van de Ronde van Castilië en León en werd hij, achter Rui Vinhas en Henrique Casimiro, derde in de tweede etappe van de Trofeo Joaquim Agostinho. In de Ronde van Taiwan in 2020 eindigde Sureda in elk van de vijf etappes bij de beste negen renners. In het eindklassement werd hij, op zeventien seconden van winnaar Nicholas White, vijfde. In januari 2021 maakte Sureda, ondanks een contract tot het eind van het jaar, bekend zijn carrière te beëindigen.

## Resultaten in voornaamste wedstrijden
|      | \| Jaar \| Parijs-Tours \| \| ---- \| ------------ \| \| 2020 \| 120e \| |
| Jaar | Parijs-Tours                                                             |
| 2020 | 120e                                                                     |

## Ploegen
- 2019 –  Burgos-BH
- 2020 –  Burgos-BH
- 2021 –  Burgos-BH (tot 29 januari)

Bico · Bol · Cabedo · Cubero · Ezquerra · Fernandes · Fuentes · Gibson · Langellotti · López · Madrazo · Mitri · Peñalver · Robredo · Rubio · Sessler · Sureda · Vilela